# (23589) 1995 UR6
(23589) 1995 UR6 est un astéroïde de la ceinture principale d'astéroïdes découvert en 1995.

## Description
(23589) 1995 UR6 a été découvert le 23 octobre 1995 San Marcello Pistoiese (Italie) par Luciano Tesi et Andrea Boattini.

### Caractéristiques orbitales
L'orbite de cet astéroïde est caractérisée par un demi-grand axe de 2,36 UA, un périhélie de 2,08 UA, une excentricité de 0,12 et une inclinaison de 5,23° par rapport à l'écliptique. Du fait de ces caractéristiques, à savoir un demi-grand axe compris entre 2 et 3,2 UA et un périhélie supérieur à 1,666 UA, il est classé, selon la JPL Small-Body Database, comme objet de la ceinture principale d'astéroïdes.

### Caractéristiques physiques
(23589) 1995 UR6 a une magnitude absolue (H) de 15,5 et un albédo estimé à 0,458.